# Jacques Prévotat
Ne doit pas être confondu avec Jacques Prévot.
Jacques Prévotat, né en 1939, est un historien français.

## Biographie
Jacques Prévotat est docteur d'État en histoire (1994).

Professeur d'histoire contemporaine à l'université de Lille III, il est actuellement l'un des principaux spécialistes français de l'Action française (en particulier des rapports souvent tendus entre ce mouvement et l'Église catholique). Il a ainsi pris part à la rédaction d'un résumé de la condamnation de l'Action française par Pie XI qu'il a conclu par ces mots :
« On ne peut nier que l'avertissement lancé par Pie XI aux catholiques d'Action française n'ait été avant tout le rappel lucide à la conscience chrétienne de l'imprescriptible liberté du catholique face à tout “abus autocratique du pouvoir de l'État” »
Ses travaux portent également sur les intellectuels catholiques français comme Henri de Lubac.
Après avoir été à la tête de l'Association française d'histoire religieuse contemporaine (1996-1999), il préside la Société des amis d’Henri-Irénée Marrou, créée en 2007.

## Publications
- Henri de Lubac et le mystère de l'Église, Cerf (contribution) ;
- Intellectuels chrétiens et esprit des années 1920, Cerf (contribution) ;
- Jean-Augustin Maydieu (1900-1955), Cerf (contribution) ;
- Les catholiques et l'Action française, histoire d'une condamnation, 1899-1939, avec une préface de René Rémond, Paris, Fayard, 2001, 742 p..
- Être chrétien en France au XXe siècle, de 1914 à nos jours, Seuil, 1998.
- Les cultures politiques en France, Seuil, 1999 (contribution).
- L'Action française, Paris, PUF, coll. « Que sais-je ? », 2004.
- Michel Leymarie (dir.) et Jacques Prévotat (dir.), L'Action française : culture, société, politique, vol. 1, Villeneuve-d'Ascq, Presses universitaires du Septentrion, coll. « Histoire et civilisations », 2008, 434 p. (ISBN 978-2-7574-2123-9, présentation en ligne, lire en ligne)

## Articles
- « Le Correspondant et la revue L'Action française, 1905-1908. Dossier d’une polémique », Études maurrassiennes, Aix-en-Provence, vol. 4,‎ 1980, p. 206-222
- « Les réactions de l'épiscopat français devant la condamnation de l'Action française (vues à travers les Semaines religieuses) (1926-1927) », Études maurrassiennes, Aix-en-Provence, vol. 5, no 1,‎ 1986, p. 373-395